# Tephroseris palustris
Tephroseris palustris là một loài thực vật có hoa trong họ Cúc. Loài này được (L.) Rchb. miêu tả khoa học đầu tiên năm 1842.